# Antigua Sinagoga de Livorno

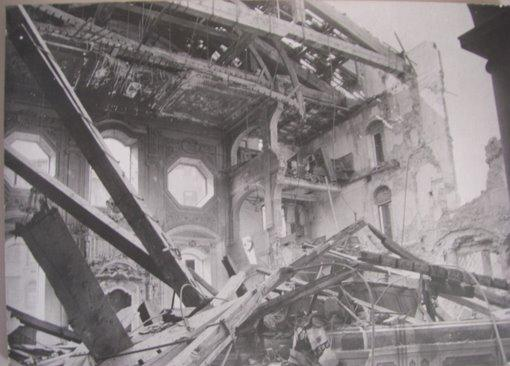
La sinagoga destruida por un bombardeo

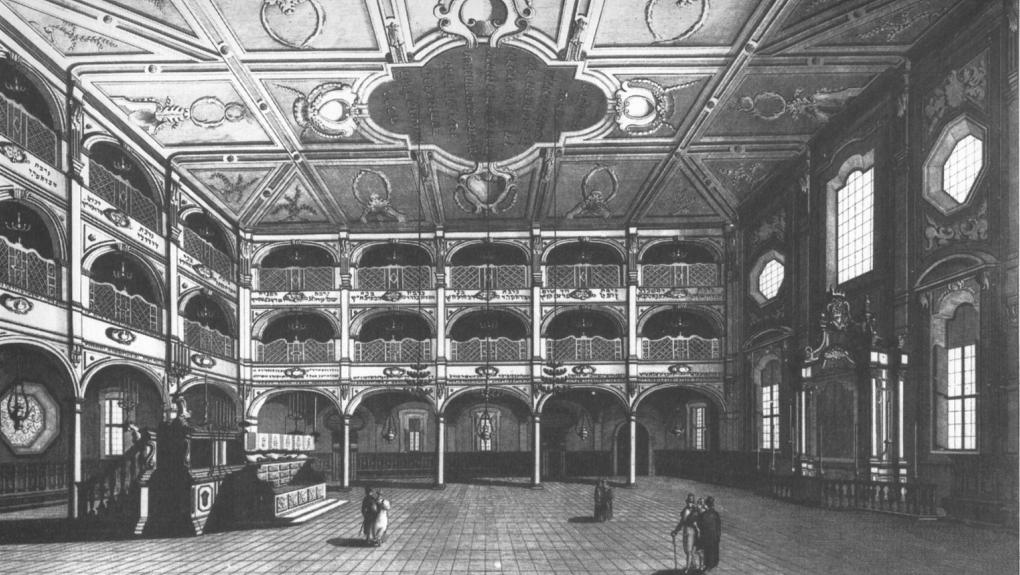
Sinagoga de Livorno en el.

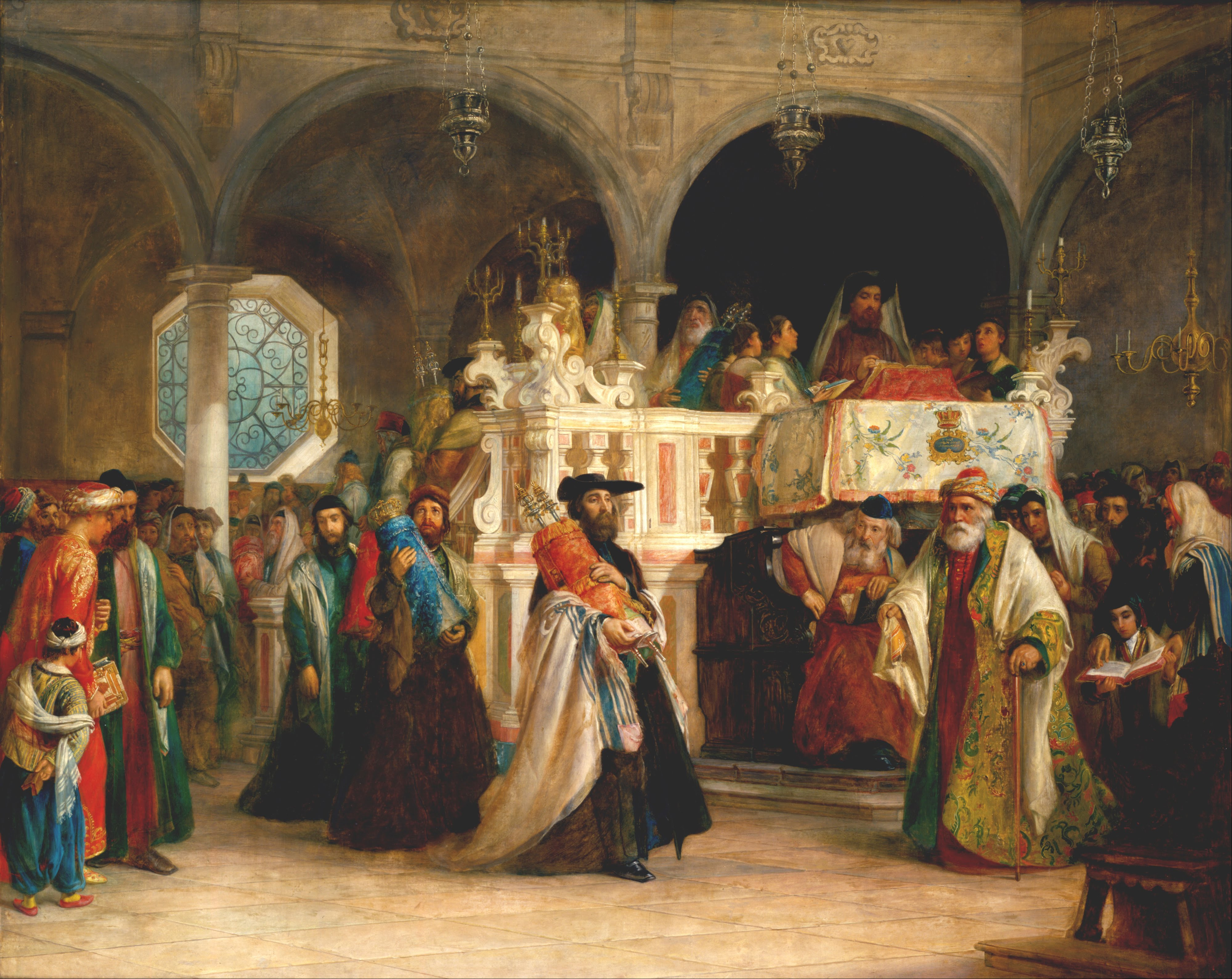
Solomon Alexander Hart, The Feast of the Rejoicing of the Law at the Synagogue in Leghorn, Italy, 1850

La antigua sinagoga de Livorno, ahora desaparecida, se encontraba no lejos de Piazza Grande, dentro de la ciudad pentagonal de Buontalenti (hoy Piazza Benamozegh ). Construida en el siglo XVII y ampliada varias veces, según las descripciones de principios del siglo XX, fue considerada la más bella de Europa y la segunda, en tamaño, después de la de Ámsterdam. Devastado por los ataques aéreos durante la Segunda Guerra Mundial, finalmente fue demolida para dar paso a la nueva sinagoga, inaugurada en 1962.

## Historia
En la ley conocida como "Livornina", destinada a favorecer el establecimiento de comerciantes de todas las naciones en la nueva ciudad, el Gran Duque Ferdinando I concedió a los judíos en particular el privilegio de vivir en las ciudades de Pisa y Livorno, donde no crearon guetos como en otras ciudades toscanas: de hecho, los judíos no estaban vinculados por el contrato azakà que solo preveía el derecho de uso de las propiedades, sino que tenían la posibilidad de comprar bienes permanentes, por lo que se arraigaban en el tejido urbano.
Una verdadera sinagoga fue erigida en Livorno en 1603 sobre un proyecto de Claudio Cogorano y Alessandro Pieroni, uno responsable de las fábricas militares, el otro de las civiles, que inicialmente crearon una estructura bastante modesta y sobria; Durante el siglo XVII, a medida que aumentaba la presencia judía en la ciudad, la expansión fue esencial.
En 1642 se construyó una gran sala de oración con dos órdenes de galerías basadas en un proyecto de Francesco Cantagallina. A partir de la segunda mitad del siglo XVII, la sinagoga se enriqueció con mobiliario y mobiliario. En el año 1700, la comunidad judía de Livorno pidió al Gran Duque que agrandara aún más el Templo, cuyo interior fue totalmente demolido y reconstruido con las galerías de mujeres dispuestas en tres lados. Otras obras de ampliación y decoración se realizaron durante el siglo XIX, con la construcción de una nueva fachada orientada al sur. Hacia 1926, en el contexto de la demolición de los barrios de via Cairoli, se derribaron algunos de los edificios del siglo XVII que flanqueaban la sinagoga.
Los bombardeos de Livorno de la Segunda Guerra Mundial destruyeron parcialmente el templo. Después de la guerra, se inició un largo debate sobre la posibilidad de reconstruirlo donde estaba y cómo estaba o de proceder con la construcción de un nuevo edificio. También gracias a la intervención de Bruno Zevi, entonces miembro del Consejo Superior de Obras Públicas, la historia de la reconstrucción pasó de la competencia de la comunidad de Livorno a la de la Unión de comunidades judías que vio en la construcción de la nueva sinagoga en Livorno. la oportunidad de crear después de la tragedia de la guerra un monumento a la vitalidad judía, que habría asumido un significado simbólico precisamente por involucrar a una gran comunidad, antigua y con una gran tradición rabínica.